# Roerstandaanwijzer
Een roerstandaanwijzer is een apparaat dat de uitslag van het roer aan de stuurpersoon laat zien, in de vorm van een wijzer of op een display met cijfers. 

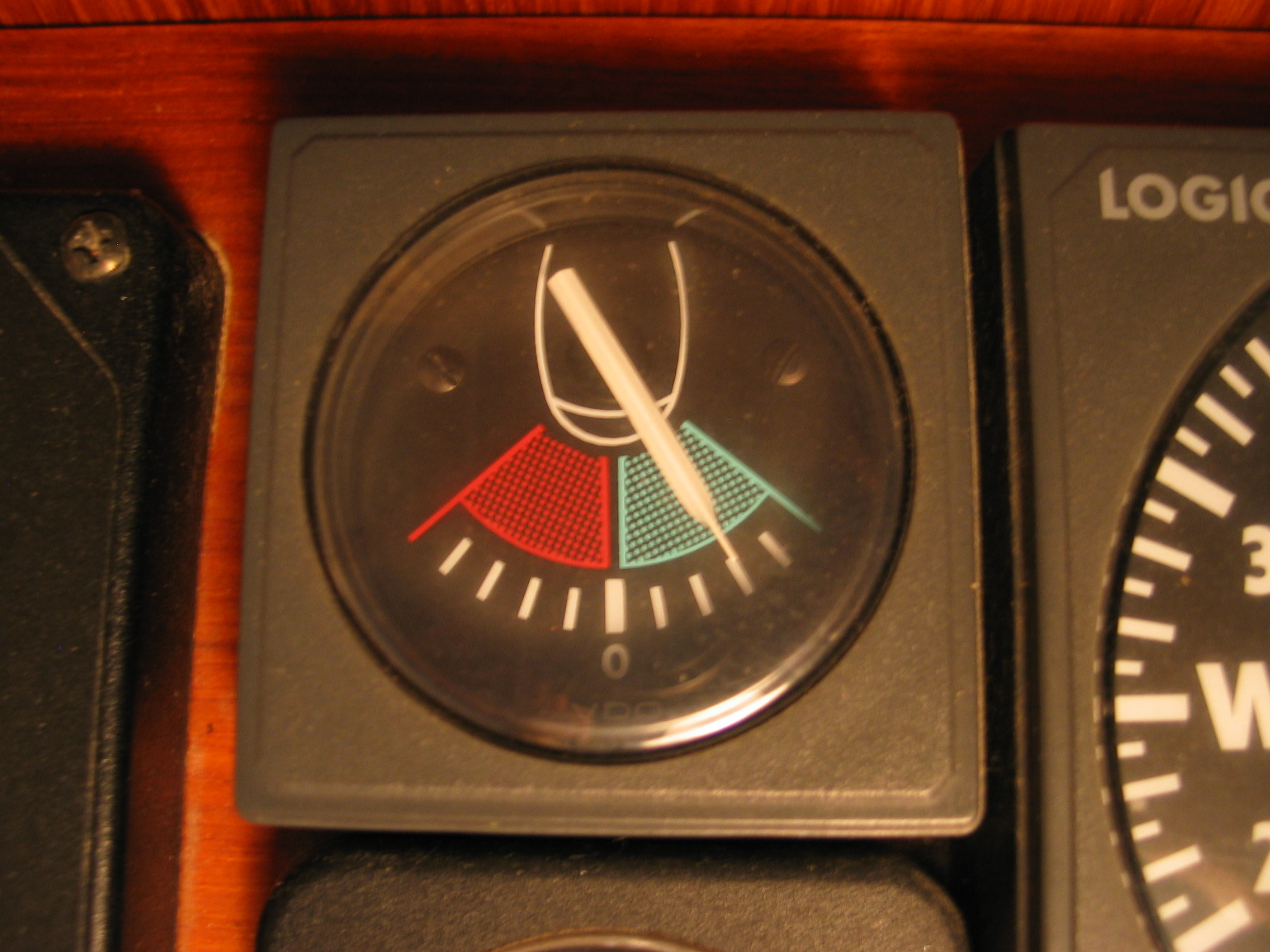
Roerstandaanwijzer op dashboard motorjacht

## Doel van de roerstandaanwijzer
Op schepen met een wiel-stuurinrichting kan de stuurpersoon meestal niet direct de stand van het roer zien. Dit wordt soms node gemist bij het op de motor manoeuvreren in nauw vaarwater. Een roerstandaanwijzer in het zicht van de stuurpersoon maakt het manoeuvreren gemakkelijker. Vooral bij het beginnen van een manoeuvre achteruit is het van belang om te weten hoe het roer staat.

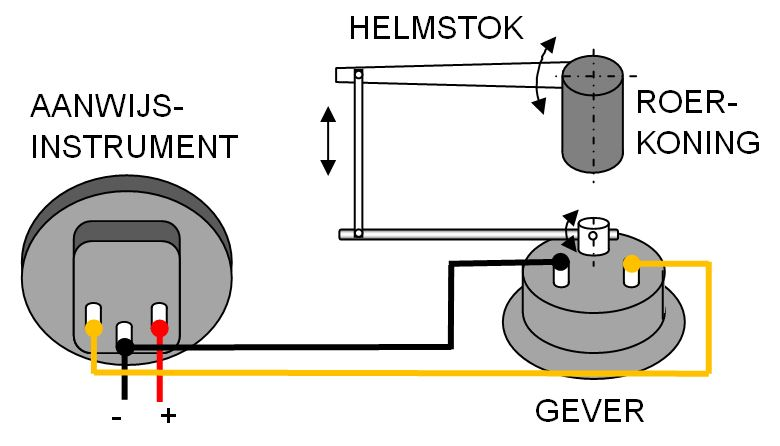
Aanwijsinstrument en gever

## Elektrische roerstandaanwijzer
Een elektrische roerstandaanwijzer bestaat uit een gever, meestal een potentiometer (variabele weerstand), aan de roerkoning verbonden via een helmstok of een kwadrant, bedrading naar de stuurstand en op de stuurstand een aanwijsinstrument. Op het aanwijsinstrument wordt de roeruitslag in graden weergegeven, bakboord en stuurboord. Elektrische roerstandaanwijzers gebruiken elektrische energie, dat is geen bezwaar bij toepassing op een motorschip of motorjacht, maar het is een nadeel bij lange tochten onder zeil. Er moet een plaats voor gevonden worden in het zicht van de stuurpersoon, maar voldoende ver van het kompas als er een draaispoelmeter als aanwijsinstrument wordt gebruikt, vanwege het magnetische veld van zo’n instrument.

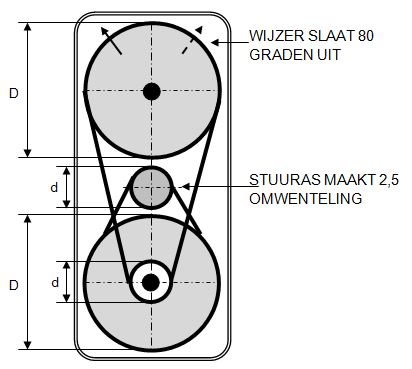
Schets van een mechanische roerstandaanwijzer

## Mechanische roerstandaanwijzer
Een mechanische roerstandaanwijzer gebruikt geen elektrische energie. Er moet dan op de een of andere manier een vaste overbrenging gemaakt worden tussen de beweging van het roer en de wijzer van de roerstandaanwijzer. Het stuurrad (stuurwiel) zou een goede plaats zijn om de roerstandaanwijzer te monteren, maar daar het stuurrad meer dan één omwenteling maakt voor een volledige roeruitslag van vol bakboord naar vol stuurboord, is er een overbrenging nodig. De figuur laat daarvoor een mogelijke uitvoering zien. 
Een rubber snaar om de stuuras (de as waar het stuurrad op gemonteerd is) drijft een grote schijf aan, die via een kleinere gekoppelde schijf weer een grote schijf aandrijft. Op de bovenste grote schijf is een wijzer gemonteerd. De stuuras en het kleine schijfje hebben gelijke diameters; de diameter van de grote schijven wordt berekend om de gewenste wijzeruitslag te verkrijgen. Met de aldus verkregen vertraging is een simpele en goed werkende roerstandaanwijzer te maken. Het geheel is in een pvc-kastje (niet magnetisch) aangebracht en bevestigd tussen het stuurrad en het kompas. Zie de foto's bij dit artikel.

## Berekening
Uitgaande van de diameter van de stuuras en de gewenste uitslag van de wijzer kunnen de diameters van de schijfjes berekend worden. Voorbeeld: asdiameter (d) 34,5 mm en gewenste uitslag van de wijzer 80 graden (gelijk aan de roeruitslag van vol bakboord naar vol stuurboord). Aantal omwentelingen van het stuurrad 2,5. 
Het kleine schijfje is ook op d = 34,5 mm gemaakt. Via de twee rubber snaren en de grote schijven wordt in twee gelijke stappen een vertraging verkregen van 2,5 x 360 graden stuurraddraaiing naar 80 graden roeruitslag, een vertraging van 2,5 x 360 / 80 = 11,25. Bij twee gelijke vertragingsstappen geldt: (d/D)² = 11,25, waaruit volgt D = 115,7 mm.

Roerstandaanwijzer
Mechanische roerstandaanwijzer, zonder deksel
Mechanische roerstandaanwijzer, compleet
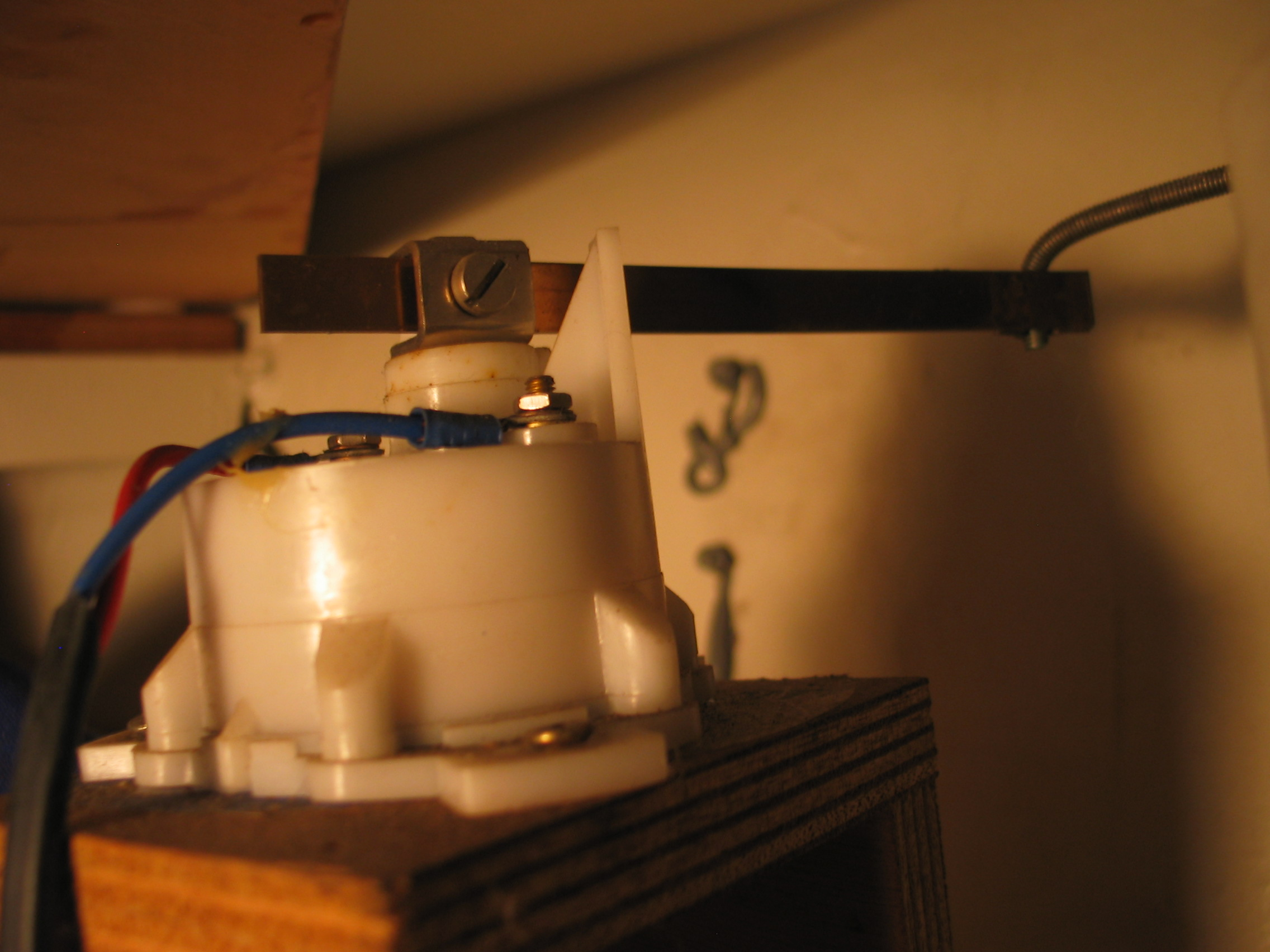
Gever van elektrische roerstandaanwijzer
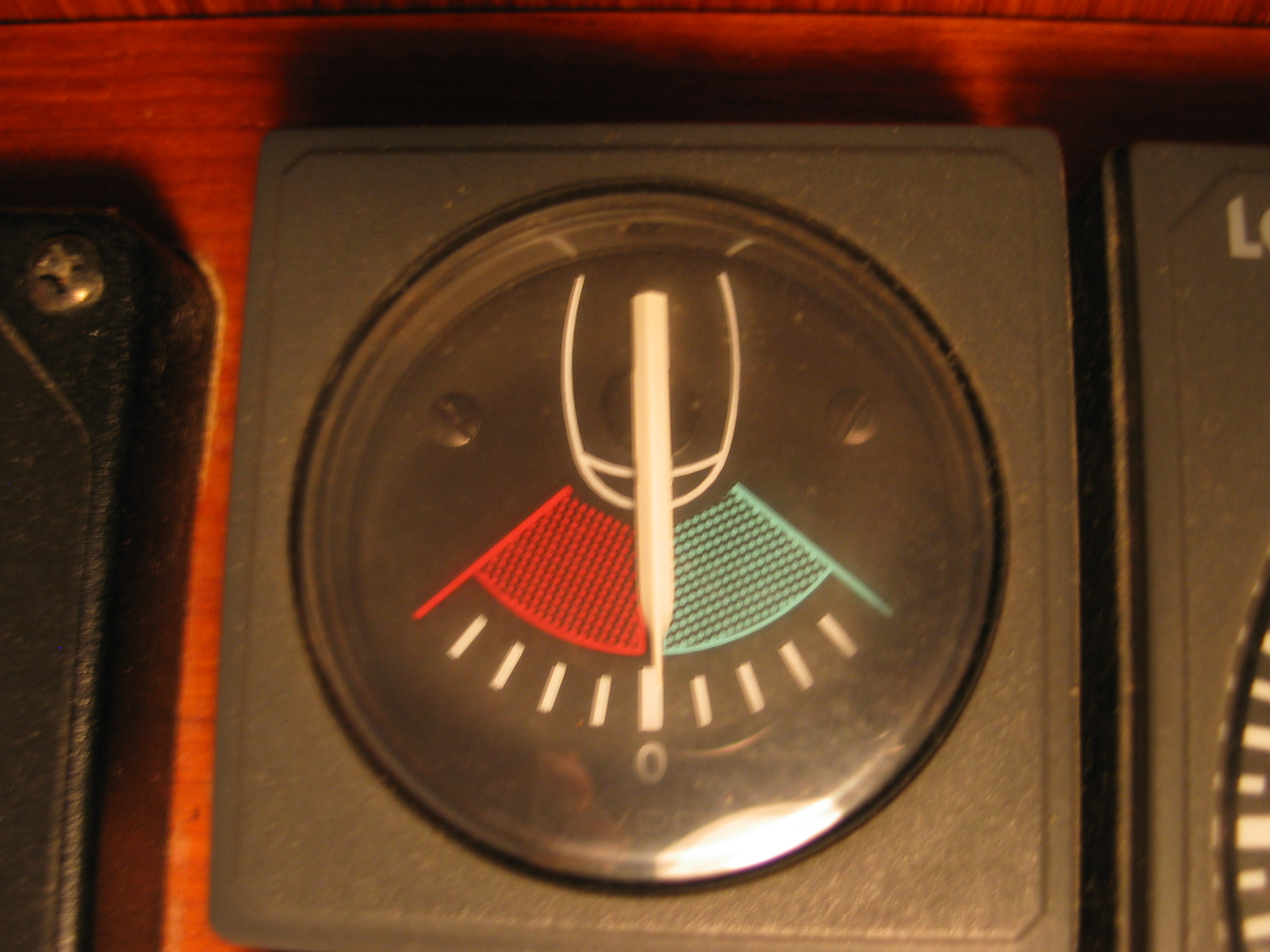
Elektrische roerstandaanwijzer, roer midscheeps
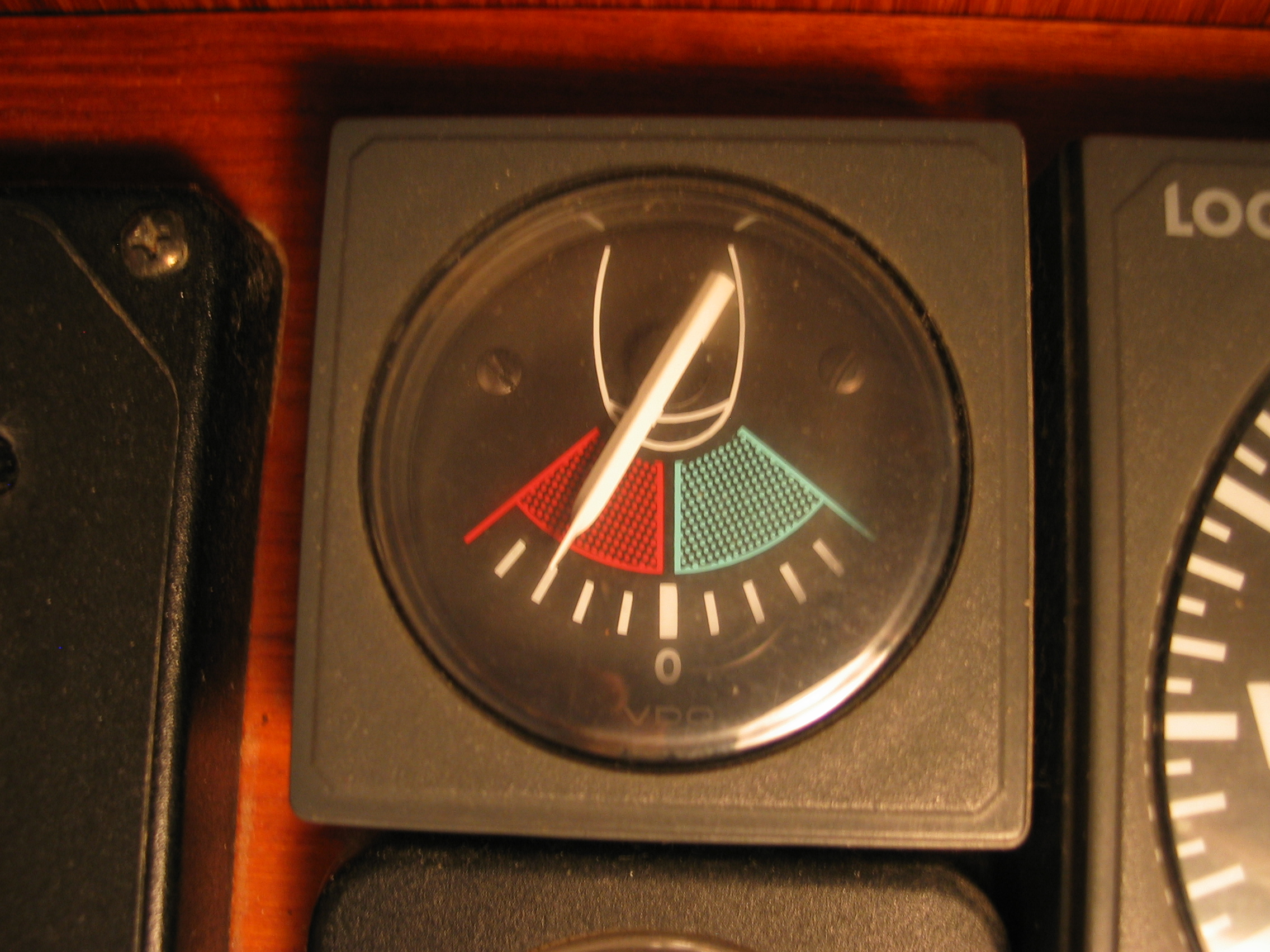
Elektrische roerstandaanwijzer, roer bakboord
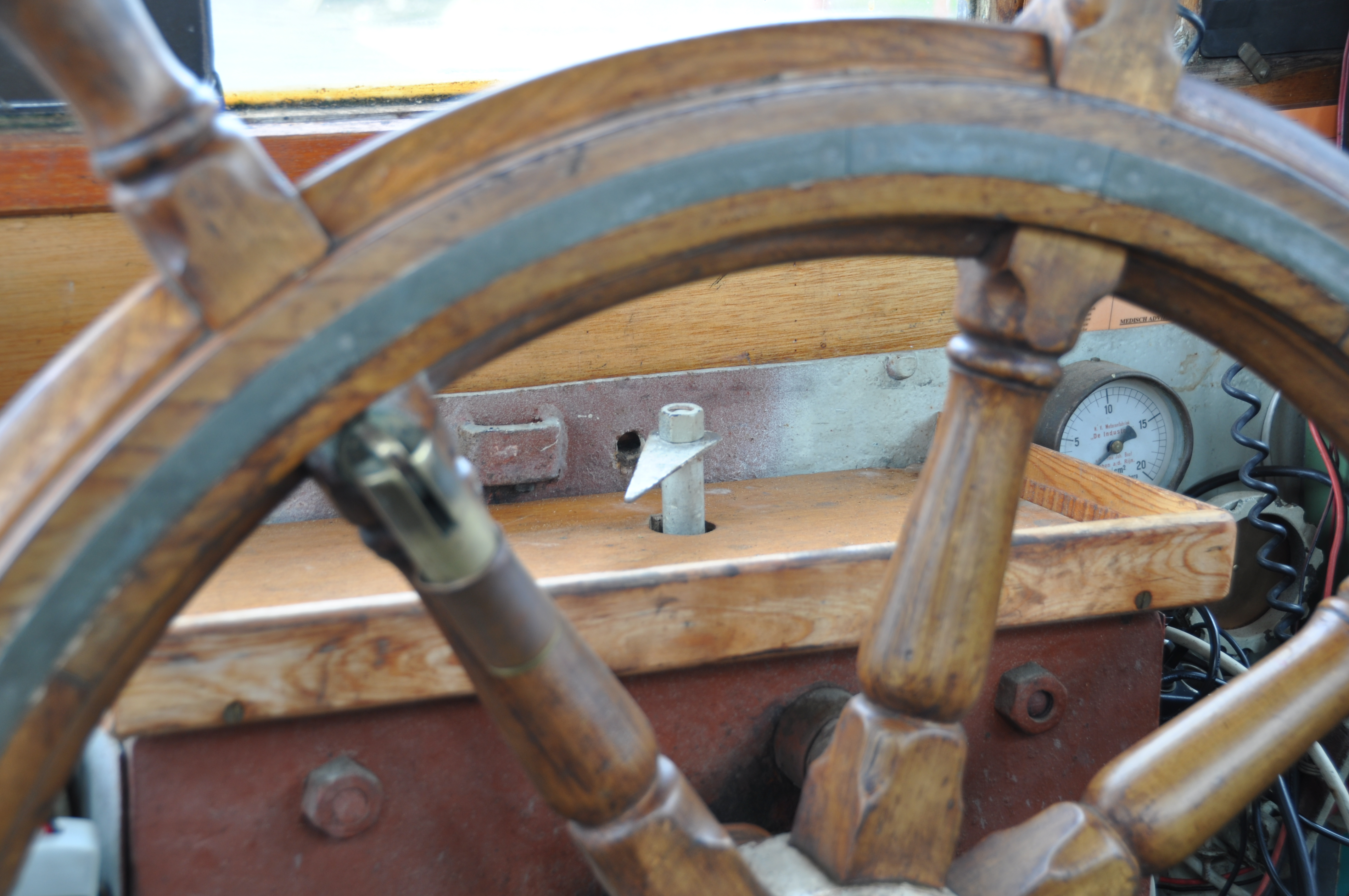
Roerstandaanwijzer oud binnenschip
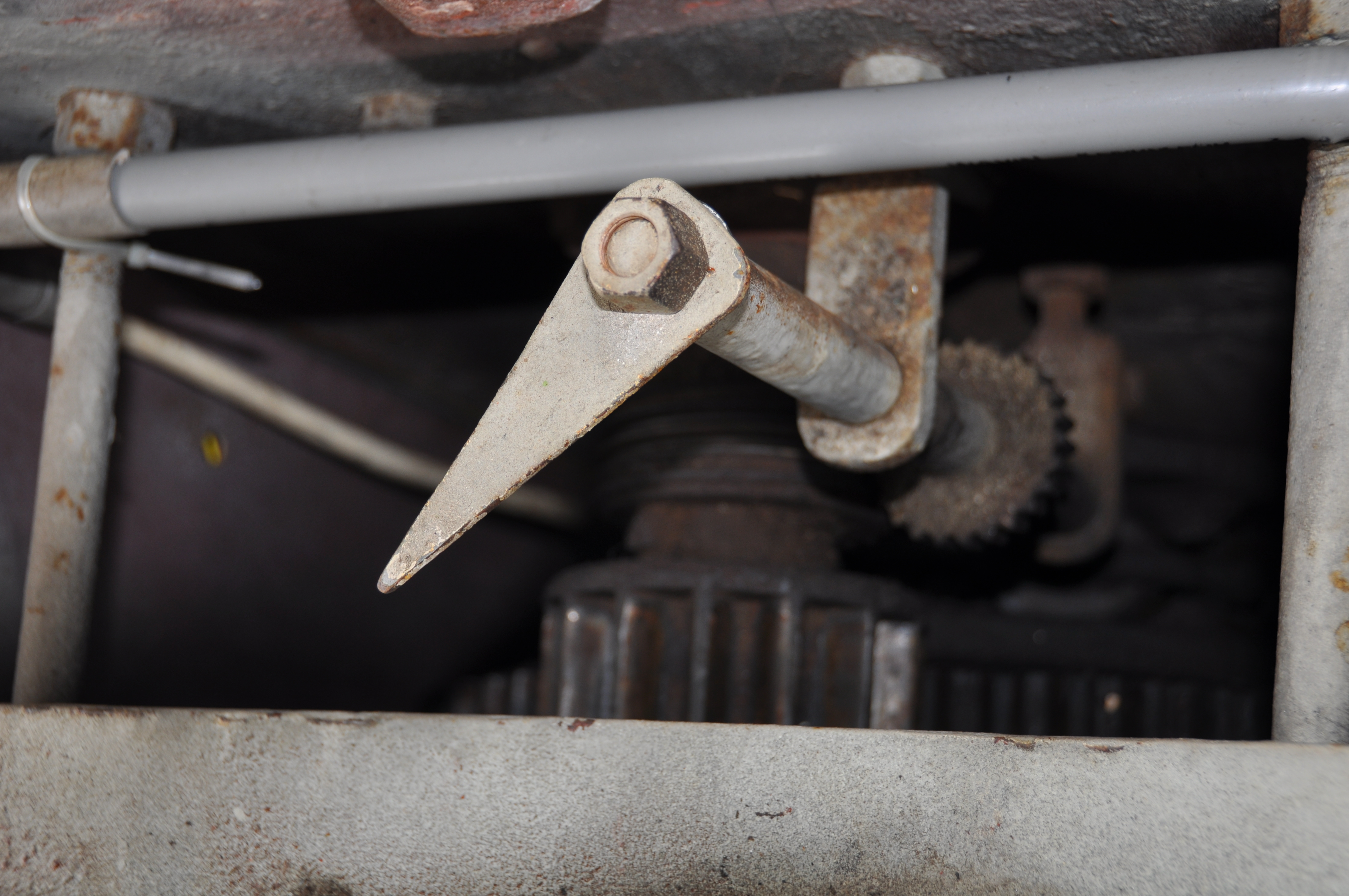
Roerstandaanwijzer oud binnenschip